# Morus cathayana
Morus cathayana, vrsta listopadnog drveta iz porodice dudovki. Domovina joj je Azija (Kina, Japan i Koreja). Raste po seundarnim šumama i šikarama. 
Naraste do 15 metara visine. Cvjeta od svibnja do lipnja. Plod joj je jestiva bobica, a od lišće se ptravi čaj.